# Amphidesmus calabaricus
Amphidesmus calabaricus là một loài bọ cánh cứng trong họ Cerambycidae.